# Can Zam
Can Zam és una masia de Santa Coloma de Gramenet (Barcelonès) protegida com a bé cultural d'interès local.

## Descripció
El conjunt està format per dos cossos adossats, tot rodejat per un jardí. El cos principal, paral·lelepipèdic, de planta baixa i dos pisos, es desenvolupa per la banda posterior seguint la tipologia de la masia basilical, amb un volum central i dos laterals. Les bigues que sostenen la coberta es fan aparents en el ràfec. Gran portal dovellat. És una construcció popular amb referències cultes. El cos secundari, de llenguatge més popular, és de planta baixa i un pis.

## Història
A l'entorn de la masia s'hi ha fet un gran parc municipal amb equipaments esportius fins al marge del riu Besòs.
Des del segle xvii cada propietari va anar canviant el nom de la casa, fins que el segle xix va adquirir la denominació definitiva, Can Zam, basant-se en el malnom del Masover Bartomeu Busquets, un pagès originari de Badalona que va acabant sent alcalde de la Vila.